# Riembach
Der Riembach entspringt im Hohen Fläming beim zu Görzke gehörenden Dangelsdorf und entwässert nach Norden zur Buckau und über diese zur Havel. Er ist der erste Nebenfluss der Buckau und läuft ihr von rechts zu.

## Name
Das Gewässer wird 1569 als Reinbecke erstmals schriftlich erwähnt. Der Name leitet sich wohl vom mittelniederdeutschen Wort *rīn „Graben, Wasserlauf“ ab.

## Verlauf
Das knapp sechseinhalb Kilometer lange, weitgehend naturbelassene Flämingfließ entspringt am Nordhang des Hohen Flämings nahe der Dangelsdorfer Wüstung in der Dangelsdorfer Heide. Diese durchfließt es mäanderreich in einem seichten Tal in nordwestliche Richtung. Etwa auf halber Strecke passiert der Riembach den Weiler Stuvenberg. In der Görzker Heide mündet er nördlich von Rottstock und südlich des Dorfes Buckau in die Buckau ein. Trotz seines relativ kurzen Laufs hat er ein beachtliches Einzugsgebiet von 53,5 Quadratkilometern.

## Schutzgebiete
Im Verlauf durchfließt der Riembach eine Vielzahl von Schutzgebieten. So liegt er beispielsweise in seiner vollen Länge im Naturpark Hoher Fläming und im Landschaftsschutzgebiet Hoher Fläming – Belziger Landschaftswiesen. Daneben ist der Bach als FFH-Gebiet Riembach ausgewiesen und in seinem Mittel- und Unterlauf ein Geschützter Landschaftsbestandteil. Einige Bereiche des Bachs sind als Geschützte Biotope deklariert.